# HD79193
HD79193 — хімічно пекулярна зоря спектрального класу A1, що має видиму зоряну величину в смузі V приблизно 6,1.
Вона  розташована на відстані близько 269,6 світлових років від Сонця.

## Фізичні характеристики
Зоря HD79193 обертається 
порівняно повільно 
навколо своєї осі. Проєкція її екваторіальної швидкості на промінь зору становить Vsin(i)= 23км/сек.